# Mont Bel-Air
Le mont Bel-Air ou Ménez-Bélair est une montagne située à Trébry dans le département des Côtes-d'Armor, dont il constitue le point culminant à 339 mètres d'altitude, en région Bretagne (France).

## Géographie
Le mont Bel-Air est situé dans les monts du Mené dans le Massif armoricain.
Avec ses 339 mètres d'altitude, le mont Bel-Air constitue le point culminant du département des Côtes-d'Armor. Ses pentes de faible dénivelé s'étendent également sur les communes de Trédaniel et de Plessala.

## Patrimoine
Au sommet du mont Bel-Air se trouve la chapelle Notre-Dame du Mont-Carmel (ou Notre-Dame de Bel-Air) érigée entre 1855 et 1862.

## Cyclisme
Le mont Bel-Air se situe au 90e kilomètre des 185 km que comporte la 8e étape du Tour de France 2015 reliant Rennes (Ille-et-Vilaine) à Mûr-de-Bretagne. Le Français Romain Sicard passe en tête au sommet classé en 4e catégorie.

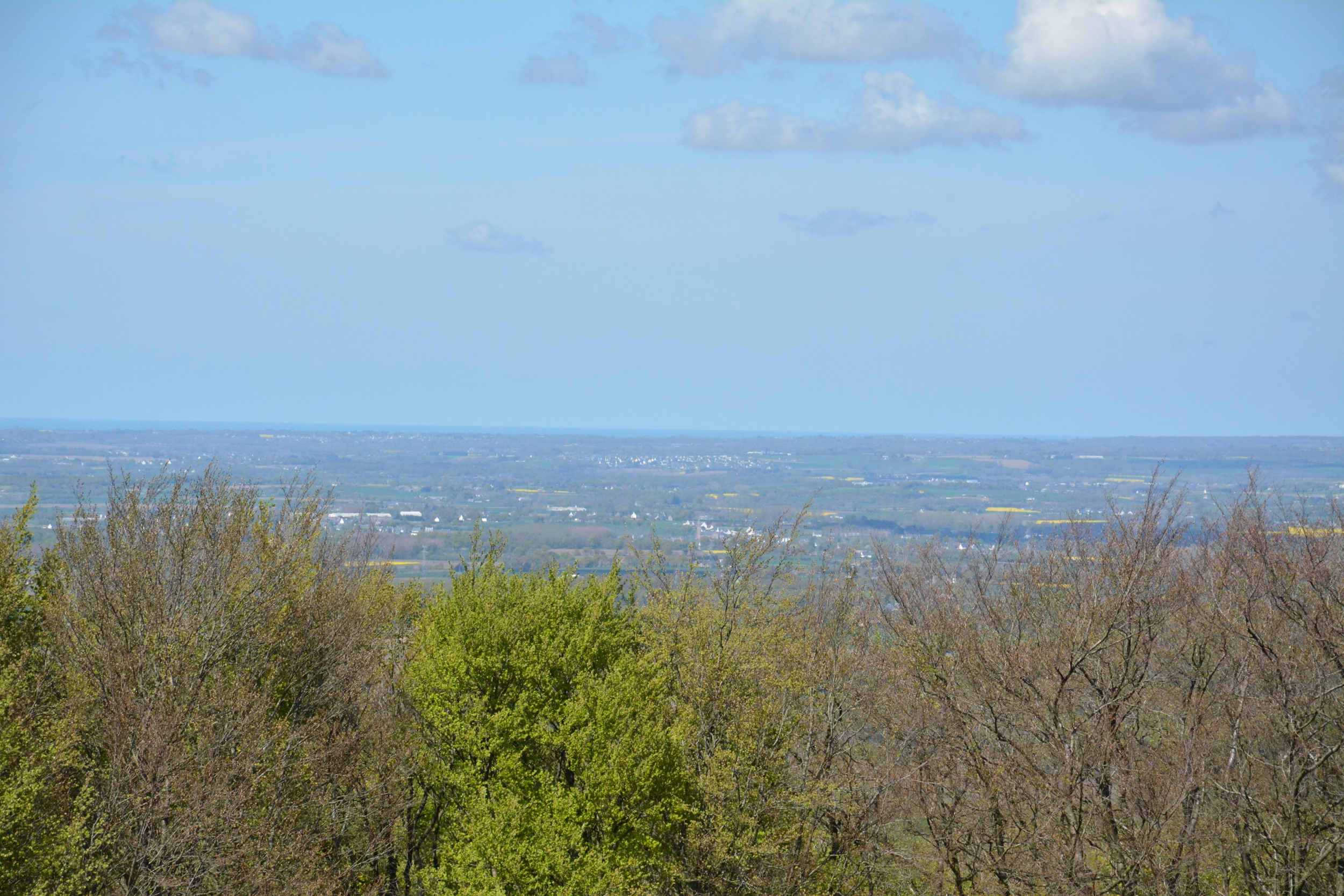
Vue depuis le mont Bel-Air